# John Basilone
John Basilone (Buffalo, 4 november 1916 - Iwo Jima, 19 februari 1945) was een Amerikaans militair. Tijdens de Tweede Wereldoorlog vocht hij in de Grote Oceaan en Azië. Mede op basis van zijn verhaal werd de miniserie The Pacific gemaakt.

## Jeugd
Basilone werd geboren in Buffalo, New York. Zijn vader was een immigrant uit Napels, terwijl de ouders van zijn moeder eveneens uit deze Italiaanse stad naar de Verenigde Staten waren geëmigreerd. Hij groeide op in Raritan, New Jersey.

## Militaire loopbaan
Basilone diende van 1934 tot 1937 in het United States Army op de Filipijnen. In 1940 meldde hij zich aan voor de United States Marine Corps en hij werd gelegerd in Guantánamo Bay in Cuba. Als sergeant in de 1st Battalion, 7th Marines nam Basilone deel aan de Slag om Guadalcanal. Voor zijn acties tijdens deze slag ontving hij de Medal of Honor. Basilone keerde na de Slag om Guadalcanal terug naar de Verenigde Staten voor het ondersteunen van de verkoop van Amerikaanse oorlogsobligaties. In 1945 keerde hij terug in actieve dienst en Basilone nam deel aan de Landing op Iwo Jima. Hij sneuvelde in deze slag en ontving postuum het Navy Cross.

## The Pacific
In de miniserie The Pacific wordt het personage van John Basilone vertolkt door acteur Jon Seda.

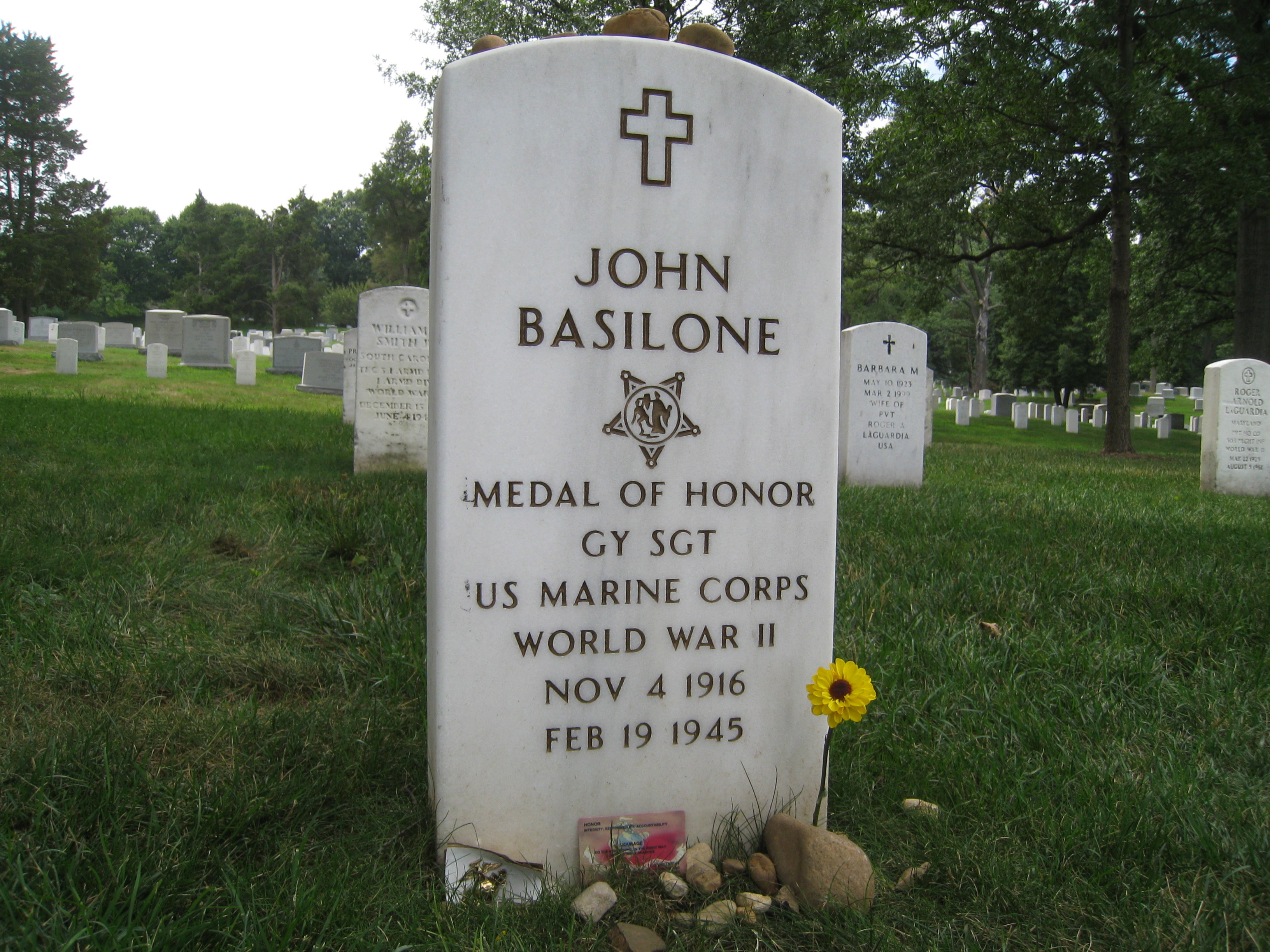
John Basilone's grafsteen in Arlington National Cemetery.

## Onderscheidingen
- Medal of Honor[3][4]
- Navy Cross[3]
- Purple Heart[3]
- Marine Good Conduct Medal
- American Defense Service Medal[3]
- Presidential Unit Citation
- World War II Victory Medal[3]
- Amerikaanse Campagne Medaille
- Azië-Pacifische Oceaan Campagne Medaille[3]